# Hormiactella asetosa
Hormiactella asetosa är en svampart som beskrevs av Hol.-Jech. 1978. Hormiactella asetosa ingår i släktet Hormiactella, divisionen sporsäcksvampar och riket svampar.   Inga underarter finns listade i Catalogue of Life.